# 国宝彫刻の一覧

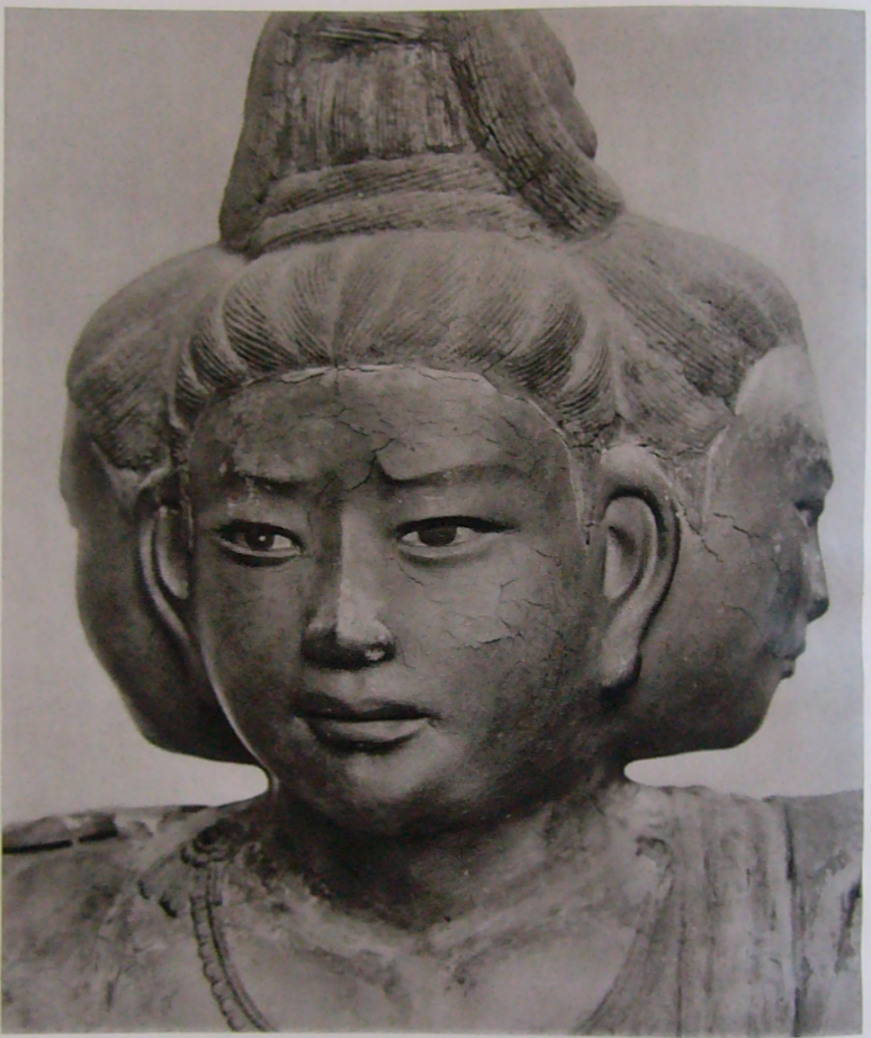
乾漆八部衆立像 8躯の一つ、阿修羅像（興福寺）

本項では、日本国の文化財保護法により1951年以降に国宝に指定された彫刻作品を国宝彫刻の一覧（こくほうちょうこくのいちらん）として概説する。
6世紀半ばの百済から日本への仏教公伝は、それまで停滞していた日本の彫刻に新風をもたらした。百済から渡来した僧侶、技術者、学者たちは朝廷があった大和国周辺に居住し、地元の職人らに新しい技術を伝えていった。その結果、飛鳥文化期（7世紀前半）の初期仏教彫刻群には、朝鮮半島を経由してもたらされた、中国南北朝時代の彫刻様式の影響がみられる。飛鳥寺本尊釈迦如来像（現存するが補修が甚大、重要文化財）、法隆寺金堂の『銅造釈迦如来及両脇侍像』を造った鞍作止利は渡来人系の仏師である。止利およびその工房の作風を止利式といい、杏仁形（アーモンド形）の目、仰月形（口角が上がった三日月形）の唇、左右対称の衣文（衣のひだ）などに中国、特に北魏後期様式からの色濃い影響が見られる。法隆寺夢殿の『木造観音菩薩立像（救世観音）』は、止利様式に似るが、衣の下の肉体の把握などに止利派とは異なった感覚が認められる。同じ法隆寺の『木造観音菩薩立像（百済観音）』は7世紀半ば頃の作品とされるが、止利派とは全く異なる作風を示すものである。以上のことから、飛鳥時代の彫刻には、北魏のみならず、中国、朝鮮半島のさまざまな彫刻様式が混在していると考えられる。
7世紀半ばから平城京に遷都する710年頃までの時代を日本美術史では飛鳥時代後期（白鳳文化期）または奈良時代前期という（「白鳳時代」とも）。この時代にはそれまで彫刻の素材として主流だった銅や木材に加えて、乾漆像や塑像も造られるようになる。当時の中国の王朝だった唐の初期には、豊麗な姿形、細い切れ長の目、柔和な表情、緩やかな衣服、腕輪や装飾類など、より写実的な様式が発展していった。この初唐様式の影響を受けた日本の彫刻としては、法隆寺大宝蔵院の『銅造観音菩薩立像（夢違観音）』及び『銅造阿弥陀如来及び両脇侍像（橘夫人念持仏）』、當麻寺の『塑造弥勒仏坐像』、興福寺の『銅造仏頭』（旧山田寺薬師如来像頭部）が挙げられる。
奈良時代（710年から794年）に、朝廷は東大寺など各所に仏教彫刻を制作する施設である造仏所を設立し、これを庇護した。聖武天皇は仏教に深く帰依し、造寺、造仏、写経を勧め、「奈良の大仏」として知られる東大寺の銅造盧舎那仏坐像を造立した。造仏所では彫刻制作に銅だけではなく粘土（塑造）、乾漆、木材も使用していた。この頃の彫刻には盛唐の様式による影響が見られ、自然な人体把握、均整のとれた造形、そして天部像などにみられる現実感のある描写が特徴的である。この時期の代表作として、東大寺法華堂の『乾漆不空羂索観音立像』をはじめとする諸像、同寺戒壇堂の『塑造四天王立像』、興福寺旧西金堂の『乾漆八部衆立像』『乾漆十大弟子立像』、唐招提寺の『乾漆盧舎那仏坐像』『乾漆鑑真和上坐像』などがある。薬師寺の『銅造薬師如来及び両脇侍像』『銅造観音菩薩（聖観音）立像』については、様式と技法から、奈良時代作・飛鳥時代後期（白鳳期）作の両説がある。
平安時代には官製の造仏所ではなく寺院や市井の工房が仏像製作を担い、木材が主要な素材となるとともに、日本独自様式の彫刻が制作されるようになっていった。奈良時代以前に多くみられた銅造や塑造の仏像はまれになり、乾漆も木彫像の目鼻立ちや衣文などの細部表現に補助的に用いられることが多くなった。
9世紀末頃までの平安時代初期（かつては弘仁・貞観期とも称された）の彫刻作品と10世紀以降の平安時代後期（藤原時代）の彫刻作品には大きな違いがある。平安時代初期の仏像には、主要部分を一本の木材から制作し（一木造）、眼、唇などを除いて彩色を施さない檀像様と呼ばれる様式のものと、木彫に乾漆を併用した様式のものの、2つの大きな流れがある。前者の代表例には新薬師寺『木造薬師如来坐像』、神護寺『木造薬師如来立像』、法華寺『木造十一面観音立像』などがあり、後者の代表例には観心寺『木造如意輪観音坐像』、東寺講堂諸像などがある。作風は量感を強調した肉身表現、神秘的な面相、深く鋭利な衣文表現などに特色があり、衣文には太い波と細く鋭利な波を交互に表した翻波式（ほんぱしき）衣文、衣の端を渦状に表現した渦文などが現れる。この時代には近畿以外の地方にも仏像の遺例がみられるようになり、福島・勝常寺『木造薬師如来及び両脇侍像』はその代表例である。
10世紀半ば以降には、より穏やかで優美な表現の彫刻が見られるようになり、11世紀にはこの傾向が一段と強まる。この頃の仏師としては11世紀の定朝が最も重要で、頭・胴・脚部など像の主要部をそれぞれ複数の木材を組み合わせて制作する技法である寄木造を完成させた。定朝はその後発展する仏教彫刻の三流派、円派、院派、慶派の祖といえる。しかしながら、確実に定朝作と見なされている作品は平等院鳳凰堂本尊の『木造阿弥陀如来坐像』しか現存していない。
慶派の活躍により、日本の彫刻は鎌倉時代に大きな変革期を迎えた。一部に宋の影響を受け、精巧な頭部の巻髪、宝飾、波打つような衣服といった写実的な表現が特徴である。素材としては木材が主流だったが、青銅も使用されていた。また新しい要素として、著名な仏僧の肖像彫刻が仏像の脇侍として制作されたことがあげられる。
日本では1897年から特に優れた文化財を「国宝」に指定してきた。「国宝」という用語は1897年施行の古社寺保存法で初めて用いられた。古社寺保存法およびそれを継いだ国宝保存法に基づいて指定された「国宝」（いわゆる旧国宝）は現行法の「重要文化財」に相当する。1950年に施行された文化財保護法により、それまでに指定された「国宝」は「重要文化財」とされ、重要文化財の中で特に重要なものがあらためて国宝（いわゆる新国宝）に指定されるようになった。現在の国宝彫刻は文部科学大臣が「重要文化財のうち世界文化の見地から価値の高いもので、たぐいない国民の宝たるもの」（文化財保護法第27条第2項）として指定したもので、新制度による最初の国宝指定は1951年6月9日に行われた。
彫刻作品として、7世紀の飛鳥時代から13世紀の鎌倉時代までの作品134件が国宝指定されている（2017年10月現在）。ただし、複数の彫刻で1件として国宝指定されているものも存在するため、実際の作品数は134件よりも多い。国宝指定されている彫刻は仏教や神道の創始者や神々を表現したもので、その中には直接中国から輸入された彫刻も含まれている。

## 時代別・所在地別件数
国宝彫刻の素材の多くは木材だが、他の素材としては銅（青銅）が11件、乾漆造が17件（脱活乾漆11、木心乾漆6）、粘土（塑造）が7件、そして『臼杵磨崖仏』のみが石造となっている。木像の素材としては檜、榧、楠が多く使われている。木像は彩色されるか、金箔を漆で貼ることもあった。国宝彫刻のうち、最小のものは高さが約10センチで、大きなものでは奈良県奈良市東大寺金堂の『銅造盧舎那仏坐像』が約13メートル、神奈川県鎌倉市高徳院の『銅造阿弥陀如来坐像』が約15メートルとなっている。国宝彫刻の所蔵場所のほとんどは寺院か寺院付属の博物館施設だが、神社や博物館が所蔵している作品もある
。
国宝彫刻128件のうち、都道府県別所在地は奈良県の71件が最多で、次いで京都府の37件となっている。施設別の所蔵数としては奈良県の法隆寺、興福寺がそれぞれ17件で最も多い。
| 所在都道府県 | 所在市町村 | 国宝件数 |
| ------------ | ---------- | -------- |
| 岩手県       | 平泉町     | 1        |
| 福島県       | 湯川村     | 1        |
| 東京都       | 港区       | 1        |
| 神奈川県     | 鎌倉市     | 1        |
| 静岡県       | 伊豆の国市 | 1        |
| 滋賀県       | 大津市     | 3        |
| 滋賀県       | 長浜市     | 1        |
| 京都府       | 木津川市   | 3        |
| 京都府       | 京田辺市   | 1        |
| 京都府       | 京都市     | 30       |
| 京都府       | 宇治市     | 3        |
| 大阪府       | 藤井寺市   | 2        |
| 大阪府       | 交野市     | 1        |
| 大阪府       | 河内長野市 | 1        |
| 兵庫県       | 小野市     | 1        |
| 奈良県       | 明日香村   | 1        |
| 奈良県       | 斑鳩町     | 18       |
| 奈良県       | 奈良市     | 45       |
| 奈良県       | 桜井市     | 2        |
| 奈良県       | 宇陀市     | 3        |
| 奈良県       | 葛城市     | 1        |
| 奈良県       | 吉野町     | 1        |
| 和歌山県     | 日高川町   | 1        |
| 和歌山県     | 高野町     | 2        |
| 和歌山県     | 九度山町   | 1        |
| 和歌山県     | 新宮市     | 1        |
| 大分県       | 臼杵市     | 1        |

| 時代区分 | 国宝件数 |
| -------- | -------- |
| 飛鳥時代 | 13       |
| 唐       | 3        |
| 奈良時代 | 26       |
| 平安時代 | 61       |
| 北宋     | 1        |
| 鎌倉時代 | 25       |

1. 1 2  この一覧では『臼杵磨崖仏』は平安後期、鎌倉初期の両方にカウントされている

## 一覧
- 名称: 文化庁の国指定文化財等データベース 国宝・重要文化財（美術品）：国宝、彫刻」に登録されている名称[17]
- 年代・特記事項: 彫刻が制作された時代区分、作成年、作者や由来・経緯など
- 材質・技法: 使用されている主な素材、技法
- 姿形・寸法: 坐像・立像の別など、複数の彫刻群である場合の詳細、彫刻の寸法
- 所蔵: 保管されている都道府県、市町村名、場所
- 画像: 国宝彫刻の画像、もしくは複数像で国宝指定されている彫刻群の場合は代表的な彫刻の画像及び外部リンク

| 名称 | 年代・特記事項 | 材質・技法 | 員数・寸法 | 所蔵                                                    | 画像                           |
| --- | --- | --- | --- | ------------------------------------------------------- | ------------------------------ |
| 金色堂堂内諸像及天蓋（こんじきどうどうないしょぞうおよびてんがい） | 平安時代、1124年頃-1187年頃 藤原清衡・基衡・秀衡の遺体を納めた中壇・右壇・左壇にはそれぞれ阿弥陀三尊像、六地蔵像、二天像を安置（右壇の二天像のうち1軀を欠く）。堂内の仏像32軀のうち31軀と、別件で国宝（工芸品）に指定されていた各壇の天蓋3面が国宝に指定され、仏像1軀（右壇の阿弥陀如来坐像）と光背台座等残片一括が附（つけたり）指定となっている。 | 木造寄木造、ヒノキ・カツラ・ヒバ材、漆箔                                                                                                 | 阿弥陀如来及び両脇侍像3軀、二天王立像2軀、地蔵菩薩立像6軀（以上中央壇）、観音菩薩・勢至菩薩立像2軀、二天王立像（1軀欠）1軀、地蔵菩薩立像6軀（以上右壇）、阿弥陀如来及び両脇侍像3軀、二天王立像2軀、地蔵菩薩立像6軀（以上左壇）、天蓋3面。                                  | 岩手県 平泉町 金色院（中尊寺金色堂）001                 | 金色堂内                       |
| 木造薬師如来及両脇侍像（もくぞうやくしにょらいおよびりょうきょうじぞう） | 平安時代、806-810年頃 | 木造。薬師如来像は一木割矧像、ケヤキ材、漆箔。両脇侍像は一木造り、ケヤキ材、乾漆併用                                                     | 中尊・薬師如来坐像(141.8 cm)、両脇侍の日光菩薩立像(169.4 cm)、月光菩薩立像(173.9 cm)の3軀 | 福島県 湯川村 勝常寺002                                 | 薬師如来像 · 両脇侍像          |
| 木造普賢菩薩騎象像（もくぞうふげんぼさつきぞうぞう） | 平安時代、12世紀前半。 | 寄木造（割矧造）、ヒノキ材。截金。 | 象の上の蓮華座に坐す普賢菩薩像1軀(総高140cm、菩薩像のみの像高は55.2 cm) | 東京都 港区 大倉集古館003                               | 木造普賢菩薩騎象像             |
| 銅造阿弥陀如来坐像（どうぞうあみだにょらいざぞう） | 鎌倉時代、1252年 別名：鎌倉大仏。鋳造に関わった人物では、棟梁物部重光、丹治久友や大野五郎衛門の名が伝わる。当初は大仏殿内に安置されたが、14-15世紀に台風や津波の被害を受け、やがて露座の大仏となった。完成当初は金箔で覆われていた。 | 銅製鋳造、漆箔 | 1軀(1138.7 cm, 121t) | 神奈川県 鎌倉市 高徳院004                               | 銅造阿弥陀如来坐像             |
| 木造十一面観音立像（もくぞうじゅういちめんかんのんりゅうぞう） | 平安時代、9世紀中頃 | 一木造、ヒノキ材素地 | 1軀(194.0 cm) | 滋賀県 長浜市 向源寺渡岸寺観音堂005                     | 十一面観音立像                 |
| 木造新羅明神坐像（もくぞうしんらみょうじんざぞう） | 平安時代、11世紀 秘仏（原則非公開）。両手に黄巻と錫杖を持っていたと伝わるが、現在は失われている。 | 一木造、ヒノキ材着色、截金 | 1軀(78 cm) | 滋賀県 大津市 園城寺（三井寺）新羅善神堂006             | 新羅明神坐像                   |
| 木造智証大師坐像（もくぞうちしょうだいしざぞう）、御骨大師（おこつだいし） | 平安時代、9世紀 秘仏（原則非公開）。智証大師（円珍）入滅後にその姿を写した。像の中には遺骨が納められている。 | 一木造、ヒノキ材着色 | 1軀(86.3 cm) | 滋賀県 大津市 園城寺（三井寺）唐院大師堂007             | 智証大師坐像                   |
| 木造智証大師坐像（もくぞうちしょうだいしざぞう）、中尊大師（ちゅうそんだいし） | 平安時代、10世紀 秘仏（開扉：10/29）。智証大師（円珍）の像。大師堂内の中央に安置される。堂内向かって左の「御骨大師」像と区別するため中尊大師とも呼ばれる。元々は比叡山千手院にあったと伝わる。 | 一木造、ヒノキ材着色 | 1軀(84.3 cm) | 滋賀県 大津市 園城寺（三井寺）唐院大師堂008             | 智証大師坐像                   |
| 銅造釈迦如来坐像（どうぞうしゃかにょらいざぞう） | 飛鳥時代（白鳳期）、7世紀末 本尊。2005年の境内発掘調査の結果、白鳳期（7世紀末）の作で、創建以来同じ場所に安置されているという説が有力になった。ただし、2008年の再調査で基壇石に江戸時代の墓石が転用されていることが判明し、さらなる議論を呼んでいる。                                                                                               | 銅造、鍍金 | 1軀(240.3 cm) | 京都府 木津川市 蟹満寺本堂009                           | 銅造釈迦如来坐像               |
| 木心乾漆十一面観音立像（もくしんかんしつじゅういちめんかんのんりゅうぞう） | 奈良時代、8世紀後半 | 木心乾漆、漆箔 | 1軀(172.7 cm) | 京都府 京田辺市 観音寺本堂010                           | 十一面観音立像                 |
| 木造風神・雷神像（もくぞうふうじんらいじんぞう） | 鎌倉時代、13世紀中頃 | 寄木造、ヒノキ材着色、玉眼嵌入 | 風神立像(111.5 cm)と雷神立像(100.0 cm)の2軀 | 京都府 京都市 妙法院三十三間堂011                       | 風神像 · 雷神像                |
| 木造梵天坐像（もくぞうぼんてんざぞう） 帝釈天半跏像（たいしゃくてんはんかぞう） | 平安時代、839年 立体曼荼羅の一部 | 一木造乾漆併用、檜着色東寺講堂諸仏の用材については、かつてはクサマキ材とされていたが、科学的な樹種鑑定の結果、すべてヒノキ材と判明した。 | 4羽の鵞鳥の上の蓮華座に乗る梵天の坐像1軀(101.1 cm) 、象に乗る帝釈天半跏像1軀(110 cm) | 京都府 京都市 東寺講堂012                               | 外部リンク                     |
| 木造阿弥陀如来及両脇侍坐像（もくぞうあみだにょらいおよびりょうきょうじざぞう） | 平安時代、1148年 往生極楽院本尊。両脇侍像は跪坐する形につくる。勢至菩薩銘記によると、実照が久安4年に造立した。 | 木造寄木造、漆箔 | 中尊・阿弥陀如来坐像(233.0 cm)、両脇侍の観音菩薩坐像(131.8 cm)、勢至菩薩像(130.9 cm)の3軀 | 京都府 京都市 三千院往生極楽院013                       | 阿弥陀如来及両脇侍坐像         |
| 木造阿弥陀如来及両脇侍坐像（もくぞうあみだにょらいおよびりょうきょうじざぞう） | 平安時代、896年 霊宝館は春秋のみ公開（4月上旬-5月下旬、10月上旬-11月下旬）以前は棲霞寺の本尊だった。 | 木造、ヒノキ材、乾漆併用漆箔 | 中尊の阿弥陀如来坐像(178.2 cm)、両脇侍の観音菩薩坐像(165.7 cm)、勢至菩薩坐像(168.2 cm)の3軀 | 京都府 京都市 清涼寺 014                                | —                              |
| 木造阿弥陀如来及両脇侍像（もくぞうあみだにょらいおよびりょうきょうじぞう） | 平安時代、888年 霊宝館は春秋のみ公開（4/1と10/1から50日間）以前は金堂本尊だったが、江戸時代の仁和寺復興に合わせ新しい本尊と交替した。 | 一木造、ヒノキ材、漆箔 | 中尊・阿弥陀如来坐像(88.6 cm)と両脇侍の観音菩薩立像(123.4 cm)、勢至菩薩像(123.3 cm)の3軀 | 京都府 京都市 仁和寺霊宝館015                           | —                              |
| 木造阿弥陀如来坐像（もくぞうあみだにょらいざぞう） | 平安時代、11世紀末 | 寄木造、ヒノキ材、漆箔 | 1軀(280.0 cm) | 京都府 京都市 法界寺阿弥陀堂016                         | 阿弥陀如来坐像                 |
| 木造阿弥陀如来坐像（もくぞうあみだにょらいざぞう） | 平安時代、9世紀前半 講堂本尊。淳和天皇女御永原御息所の発願により造立された。 | 一木造、乾漆併用漆箔 | 1軀(263.6 cm) | 京都府 京都市 広隆寺講堂017                             | 阿弥陀如来坐像                 |
| 木造阿弥陀如来坐像（もくぞうあみだにょらいざぞう） | 平安時代、1100年前後 9軀の阿弥陀如来は極楽浄土に至る九品往生を象徴する、現存する唯一の形式。 | 寄木造、ヒノキ材、漆箔 | 阿弥陀如来坐像1軀(224.2 cm)を中心に左右4軀ずつの阿弥陀如来像(138.8-145.4 cm)。 | 京都府 木津川市 浄瑠璃寺本堂018                         | 阿弥陀如来坐像                 |
| 木造阿弥陀如来坐像（もくぞうあみだにょらいざぞう） | 平安時代、1053年 定朝作。平等院本尊。 | 寄木造、ヒノキ材、漆箔 | 1軀(278.8 cm) | 京都府 宇治市 平等院鳳凰堂019                           | 木造阿弥陀如来坐像             |
| 木造雲中供養菩薩像（もくぞううんちゅうくようぼさつぞう） | 平安時代、1053年 阿弥陀如来の西方浄土へ信者を導く様を写したと考えられる。 | 木造（一木造と寄木造が混在）、ヒノキ材着色、漆箔、截金                                                                                   | 中堂小壁に懸けられた菩薩像52軀(40.0-87.0 cm) | 京都府 宇治市 平等院鳳凰堂020                           | 木造雲中供養菩薩像 北1         |
| 木造兜跋毘沙門天立像（もくぞうとばつびしゃもんてんりゅうぞう） | 唐、9世紀 宝物館は春秋のみ公開。かつては平安京羅城門楼上に安置されていたと伝える。 | 木造、サクラ材着色、漆箔、練物盛上 | 1軀(189.4 cm) | 京都府 京都市 東寺宝物館021                             | 兜跋毘沙門天立像               |
| 木造五大虚空蔵菩薩坐像（もくぞうごだいこくうぞうぼさつざぞう） | 平安時代承和年間（834-847年）、9世紀 元々は宝塔院に安置されていた。 | 一木造乾漆併用、ヒノキ材着色 | 虚空蔵菩薩坐像5軀。 法界(99.1 cm)、 金剛(96.4 cm)、 宝光(97.6 cm)、 蓮華(94.2 cm)、 業用(96.4 cm) | 京都府 京都市 神護寺多宝塔022                           | 五大虚空蔵菩薩坐像のうち蓮華   |
| 木造五大菩薩坐像（もくぞうごだいぼさつざぞう） | 平安時代、839年 中央の金剛波羅蜜菩薩像(197.2 cm)は後年の補作で、附（つけたり）指定となっている。 | 一木造乾漆併用、檜、漆箔、練物盛上 | 菩薩坐像4軀。 金剛薩埵像(96.4 cm)、 金剛宝菩薩像(93.4 cm)、 金剛法菩薩像(95.8 cm)、 金剛業菩薩像(94.6 cm) | 京都府 京都市 東寺講堂023                               | —                              |
| 木造五大明王像（もくぞうごだいみょうおうぞう） | 平安時代、839年 東寺講堂の立体曼荼羅を構成する一部。 | 一木造乾漆併用、檜材着色 | 五大明王像5軀。 不動明王坐像(173.0 cm)、降三世明王立像(174.0 cm)、軍荼利明王立像(201.0 cm) 、金剛夜叉明王立像(143.0 cm)、大威徳明王騎牛像(172.0 cm)。 | 京都府 京都市 東寺講堂024                               | 降三世明王像                   |
| 木造弘法大師坐像（もくぞうこうぼうだいしざぞう） | 鎌倉時代、1233年 康勝作 | 木造、着色、玉眼嵌入 | 1軀(69.0 cm) | 京都府 京都市 東寺御影堂025                             | —                              |
| 木造四天王立像（もくぞうしてんのうりゅうぞう） | 平安時代、11-12世紀 | 木造、ヒノキ着色、截金 | 四天王立像4軀。 持国天像(169.7 cm)、 増長天像(169.7 cm)、 広目天像(168.8 cm)、 多聞天像(167.0 cm) | 京都府 木津川市 浄瑠璃寺026                             | —                              |
| 木造四天王立像（もくぞうしてんのうりゅうぞう） | 平安時代、839年 東寺講堂の立体曼荼羅の一部。 | 木造乾漆併用、着色、漆箔 | 四天王立像4軀。 東方（須弥壇右前）が持国天像(183.0 cm)、南方（左前）が増長天像(184.2 cm)、西方（左後）が広目天像(171.8 cm)、北方（右後）が多聞天像(197.9 cm) | 京都府 京都市 東寺講堂027                               | —                              |
| 木造釈迦如来立像及像内納入品（もくぞうしゃかにょらいりゅうぞうおよびぞうないのうにゅうひん） | 北宋、985年 秘仏（開扉：毎月8日、3/15、10月初旬から11/23の日・祝日）。三国伝来仏とも言われ、釈迦栴檀瑞像を元に中国の張延皎・張延襲兄弟が制作、986年に奝然によって日本に伝来。中には五臓六腑を模した絹等の納入品がある。碑文によると1218年に修繕を受けている。                                                                                       | 寄木造、中国産のサクラ材（魏氏桜桃）素地、截金、文様                                                                                     | 1軀(160.0 cm) | 京都府 京都市 清涼寺本堂028                             | 釈迦如来立像                   |
| 木造十一面観音立像（もくぞうじゅういちめんかんのんりゅうぞう） | 平安時代、951年 秘仏（開扉：12年に一度。辰年） | 一木造、漆箔 | 1軀(258.0 cm) | 京都府 京都市 六波羅蜜寺本堂029                         | —                              |
| 木造十二神将立像（もくぞうじゅうにしんしょうりゅうぞう） | 平安時代、1064年 長勢作 | 一木造、ヒノキ着色 | 十二神将立像12軀。 宮毘羅大将像(123.0 cm)、安底羅大将像(115.1 cm)、他 | 京都府 京都市 広隆寺霊宝殿030                           | 珊底羅大将                     |
| 木造千手観音坐像（もくぞうせんじゅかんのんざぞう） | 鎌倉時代、1251-1254年 湛慶作。三十三間堂本尊。 | 木造、漆箔、玉眼嵌入。 | 1軀(334.8 cm) | 京都府 京都市 妙法院三十三間堂031                       | 千手観音坐像                   |
| 木造千手観音立像（もくぞうせんじゅかんのんりゅうぞう） | 平安時代、934年頃 非公開 | 木造、サクラ素地 | 1軀(109.7 cm) | 京都府 京都市 法性寺032                                 | 千手観音立像                   |
| 木造千手観音立像（もくぞうせんじゅかんのんりゅうぞう） | 平安時代、873年以前 | 一木造、ヒノキ材着色 | 1軀(266.0 cm) | 京都府 京都市 広隆寺講堂033                             | —                              |
| 木造僧形八幡神坐像（もくぞうそうぎょうはちまんじんざぞう） 木造女神坐像（もくぞうじょしんざぞう） | 平安時代、9世紀 日本最古の神像彫刻 | 一木造、ヒノキ材着色または鍍金、木心乾漆                                                                                                 | 八幡神坐像 1軀と女神坐像2軀(約110cm) | 京都府 京都市 東寺034                                   | —                              |
| 木造天蓋（もくぞうてんがい） | 平安時代、1053年 鳳凰堂本尊阿弥陀如来像の上部に配される。 | 木造 | 方形(436.0 x 487.0 cm)と円形(直径294.0)を組み合わせた二重天蓋。 | 京都府 宇治市 平等院鳳凰堂035                           |                                |
| 木造二十八部衆立像（もくぞうにじゅうはちぶしゅうりゅうぞう） | 鎌倉時代、13世紀中頃 千手観音本尊の前と周囲に配置される。作者は湛慶一門など諸説あり。 | 寄木造、ヒノキ材着色、截金、玉眼嵌入 | 二十八部衆立像28軀(153.6-169.7 cm) | 京都府 京都市 妙法院三十三間堂036                       | 婆藪仙人                       |
| 木造毘沙門天及・吉祥天・善膩師童子立像〉（もくぞうびしゃもんてんおよびきちじょうてんぜんにしどうじりゅうぞう） | 平安時代、1127年 毘沙門天と吉祥天は夫婦、善膩師童子はその子息。 | 一木造、ヒノキ材素地 | 毘沙門天立像1軀(175.7 cm)、吉祥天立像1軀(100.0 cm)、善膩師童子立像1軀(95.4 cm) | 京都府 京都市 鞍馬寺本堂037                             | 毘沙門天立像 · 吉祥天立像      |
| 木造不空羂索観音立像（もくぞうふくうけんさくかんのんりゅうぞう） | 平安時代、800年前後 以前は講堂に安置されていた。 | 木造、ヒノキ材着色 | 1軀(313.6 cm) | 京都府 京都市 広隆寺霊宝殿038                           | 不空羂索観音立像               |
| 木造不動明王坐像（もくぞうふどうみょうおうざぞう） 木造天蓋（もくぞうてんがい） | 平安時代、9世紀後半 秘仏（開扉なし、天蓋は不定期に公開）御影堂本尊と附属する天蓋 | 一木造、ヒノキ材着色、 | 不動明王坐像1軀(123.0 cm)と天蓋 | 京都府 京都市 東寺御影堂039                             | —                              |
| 木造菩薩半跏像（もくぞうぼさつはんかぞう） | 平安時代、9世紀、貞観年間 別名：如意輪観音（にょいりんかんのん） | 一木造、ヒノキ材素地 | 1軀(88.2 cm) | 京都府 京都市 宝菩提院願徳寺本堂040                     | 外部リンク                     |
| 木造弥勒菩薩半跏像（もくぞうみろくぼさつはんかぞう） | 飛鳥時代、7世紀 別名：宝冠弥勒（ほうかんみろく）。最古の国宝彫刻のひとつ。朝鮮半島伝来説も。 | 木造、アカマツ材、漆箔 | 1軀(84.2 cm) | 京都府 京都市 広隆寺霊宝殿041                           | 弥勒菩薩半跏像                 |
| 木造弥勒菩薩半跏像（もくぞうみろくぼさつはんかぞう） | 飛鳥時代、700年前後 別名：泣き弥勒（なきみろく）、宝髺弥勒（ほうけいみろく）。日本で制作されたと考えられる。 | 木造、クスノキ材、漆箔 | 1軀(66.3 cm) | 京都府 京都市 広隆寺霊宝殿042                           |                                |
| 木造薬師如来及両脇侍像（もくぞうやくしにょらいおよびりょうきょうじぞう） | 平安時代、913年 霊宝館は春秋のみ公開（3月下旬-5月中旬、10月-12月上旬）以前は上醍醐の薬師堂に安置されていた。 | 木造、ヒノキ材、漆箔 | 中尊・薬師如来像(176.5 cm)と両脇侍の日光菩薩立像(120.1 cm)、月光菩薩像(120.9 cm)の3軀 | 京都府 京都市 醍醐寺霊宝館043                           | —                              |
| 木造薬師如来坐像（もくぞうやくしにょらいざぞう） | 平安時代、1103年 円勢と長円作。秘仏。 | 木造、ビャクダン素地、截金文様 | 1軀(10.7 cm) | 京都府 京都市 仁和寺霊明殿044                           | —                              |
| 木造薬師如来立像（もくぞうやくしにょらいりゅうぞう） | 平安時代、8世紀末 神護寺がかつての神願寺の頃からの本尊。 | 木造、素地 | 1軀(169.7 cm) | 京都府 京都市 神護寺本堂045                             | 薬師如来立像                   |
| 乾漆千手観音坐像（かんしつせんじゅかんのんざぞう） | 奈良時代、8世紀中頃 秘仏（開扉：毎月17日）。1041本の手を備え、像前で合掌する2本と仏具類を持つ38本の手があり、他の小さな1001本は光背のように配される。 | 乾漆造、漆箔 | 1軀(131.3 cm) | 大阪府 藤井寺市 葛井寺本堂046                           | 乾漆千手観音坐像               |
| 木造十一面観音立像（もくぞうじゅういちめんかんのんりゅうぞう） | 平安時代、9世紀初頭 秘仏（開扉：毎月18, 25日）。 | 木造、ヒノキ材素地 | 1軀(99.4 cm) | 大阪府 藤井寺市 道明寺本堂047                           | 十一面観音立像                 |
| 木造如意輪観音坐像（もくぞうにょいりんかんのんざぞう） | 平安時代、840年前後 秘仏（開扉：4/17-18）。「日本三如意輪」の一に数えられる。 | 一木造乾漆併用、榧材着色 | 1軀(108.cm) | 大阪府 河内長野市 観心寺金堂048                         | 如意輪観音坐像                 |
| 木造薬師如来坐像（もくぞうやくしにょらいざぞう） | 平安時代、900年前後 本尊。 | 一木造、榧材素地 | 1軀(92.9 cm) | 大阪府 交野市 獅子窟寺本堂049                           |                                |
| 木造阿弥陀如来及両脇侍立像（もくぞうあみだにょらいおよびりょうきょうじりゅうぞう） | 鎌倉時代、1195年 | 木造、ヒノキ材、漆箔 | 中尊・阿弥陀如来立像(530.0 cm)と両脇侍の観音菩薩立像(71.0 cm)、勢至菩薩立像(70.0 cm)の3軀 | 兵庫県 小野市 浄土寺浄土堂（阿弥陀堂）050               | 阿弥陀如来及両脇侍立像         |
| 乾漆梵天立像（かんしつぼんてんりゅうぞう） 乾漆帝釈天立像（かんしつたいしゃくてんりゅうぞう） | 奈良時代、8世紀 法華堂本尊の脇侍 | 脱活乾漆造、着色と漆箔 | 梵天立像1軀(403.0 cm)と帝釈天立像1軀(378.8 cm) | 奈良県 奈良市 東大寺法華堂051                           | —                              |
| 乾漆鑑真和上坐像（かんしつがんじんわじょうざぞう） | 奈良時代、8世紀 唐招提寺開祖鑑真。秘仏（公開：6/5-7）。弟子の忍基が造立と伝わる。 | 脱活乾漆造、着色 | 1軀(80.1 cm) | 奈良県 奈良市 唐招提寺御影堂052                         |                                |
| 乾漆金剛力士立像（かんしつこんごうりきしりゅうぞう） | 奈良時代、8世紀 法華堂本尊の守護。金剛力士にはあまり見られない甲冑を着た姿。 | 脱活乾漆造、着色、漆箔 | 2軀。 左（西）に阿形(326.3 cm)、 右（東）に吽形(306.0 cm) | 奈良県 奈良市 東大寺法華堂053                           | 阿形像                         |
| 乾漆行信僧都坐像（かんしつぎょうしんそうずざぞう） | 奈良時代、8世紀後半 法隆寺東院伽藍を再興した行信僧都の仏教肖像。 | 脱活乾漆造、着色 | 1軀(89.7 cm) | 奈良県 斑鳩町 法隆寺夢殿054                             |                                |
| 乾漆四天王立像（かんしつしてんのうりゅうぞう） | 奈良時代、8世紀 法華堂須弥檀の四隅に配置される。 | 脱活乾漆造、着色、漆箔 | 四天王立像4軀。 東方（須弥壇の前方右）に持国天像(308.5 cm)、南方（前方左）に増長天像(300.0 cm)、西方（後方左）に広目天像(315.1 cm)、北方（後方右）に多聞天像(312.1 cm) | 奈良県 奈良市 東大寺法華堂055                           | 広目天                         |
| 乾漆十大弟子立像（かんしつじゅうだいでしりゅうぞう） | 奈良時代、734年 元は西金堂本尊釈迦如来像の周囲に安置されていた。10軀のうち4軀（大迦葉、阿那律、優婆利、阿難陀）は寺外に流出した。 | 脱活乾漆造、着色 | 十大弟子立像計6軀。 富楼那像(148.8 cm)、 目連像(149.1 cm)、 舎利弗像(154.8 cm)、 迦旃延像(146.0 cm)、 羅睺羅像(148.8 cm)、 須菩提像(147.6 cm) | 奈良県 奈良市 興福寺国宝館056                           |                                |
| 乾漆八部衆立像（かんしつはちぶしゅうりゅうぞう） | 奈良時代、734年 光明皇后が母橘三千代一周忌に発願し、造立。五部浄像は大破し、胸から上の部分のみ現存する。阿修羅像は日本屈指の著名な彫像である。 | 脱活乾漆造、着色、漆箔 | 八部衆立像計8軀。 阿修羅像(153.0 cm)、 五部浄像(48.8 cm)（現存部）、 緊那羅像(149.1 cm)、 沙羯羅像(153.6 cm)、 畢婆迦羅像(156.0 cm)、 鳩槃荼像(151.2 cm)、 乾闥婆像(149.7 cm)、 迦楼羅像(160.3 cm)                                                                         | 奈良県 奈良市 興福寺国宝館057                           | 阿修羅像 · 五部浄像            |
| 乾漆不空羂索観音立像（かんしつふくうけんさくかんのんりゅうぞう） | 奈良時代、8世紀 | 脱活乾漆造、漆箔 | 1軀(362.1 cm) | 奈良県 奈良市 東大寺法華堂058                           | 不空羂索観音立像               |
| 乾漆薬師如来坐像（かんしつやくしにょらいざぞう） | 奈良時代、8世紀 西円堂本尊。 | 脱活乾漆造、漆箔 | 1軀(244.5 cm) | 奈良県 斑鳩町 法隆寺西円堂059                           | 薬師如来坐像                   |
| 乾漆盧舎那仏坐像（かんしつるしゃなぶつざぞう） | 奈良時代、8世紀 本尊。伝 義静作 | 脱活乾漆造、漆箔 | 1軀(339.4 cm) | 奈良県 奈良市 唐招提寺金堂060                           |                                |
| 塑造日光仏立像（そぞうにっこうぶつりゅうぞう） 塑造月光仏立像（そぞうがっこうぶつりゅうぞう） | 奈良時代、8世紀 | 塑像、着色、截金 | 日光菩薩立像1軀(206.cm)と月光菩薩立像1軀(206.8 cm) | 奈良県 奈良市 東大寺・東大寺ミュージアム（旧法華堂）061 | 月光仏立像                     |
| 塑造四天王立像（しぞうしてんのうりゅうぞう） | 奈良時代、8世紀 記録では戒壇堂の四天王像は銅造とあり、現在の塑像は他所から移坐されたと考えられる。 | 塑像、着色 | 四天王立像4軀。 前方に持国天像(160.6 cm)と増長天像(165.4 cm)、後方に広目天像(162.7 cm)と多聞天像(164.5 cm) | 奈良県 奈良市 東大寺戒壇堂062                           | 多聞天像                       |
| 塑造執金剛神立像（そぞうしゅこんごうしんりゅうぞう） | 奈良時代、8世紀中頃 秘仏（開扉：12/16）。『日本霊異記』によると、良弁が喜捨を募り造立された。 | 塑像、着色 | 1軀(173.9 cm)。 | 奈良県 奈良市 東大寺法華堂063                           | 執金剛神立像                   |
| 塑造十二神将立像（そぞうじゅうにしんしょうりゅうぞう） | 奈良時代、729-749年 本尊の薬師如来を囲み守護する。十二神将では日本最古。破損し、1931年に再作された波夷羅像のみ指定外。各像頭部には黄道を象徴する獣がある。 | 塑像、着色、箔押 | 十二神将像のうち11軀。 伐折羅像(162.9 cm)、 頞儞羅像(154.2 cm)、 毘羯羅像(162.1 cm)、 摩虎羅像(170.1 cm)、 宮毘羅像(165.1 cm)、 招杜羅像(167.6 cm)、 真達羅像(165.5 cm)、 珊底羅像(161.8 cm)、 迷企羅像(159.5 cm)、 安底羅像( 153.6 cm)、 因達羅像(155.2 cm)               | 奈良県 奈良市 新薬師寺本堂064                           | 全体俯瞰 · 伐折羅像 · 安底羅像 |
| 塑造塔本四面具（そぞうとうほんしめんぐ） | 奈良時代、711年 釈迦の生涯を伝える4場面を表す。 | 塑像、着色、漆箔 | 総計78軀と2基。 南面弥勒仏倚像(81.0 cm)、東面維摩居士像(45.2 cm)、文殊菩薩像(52.4 cm)及び14侍者像（維摩方丈）、北面涅槃釈迦如来像(98.0 cm)及び31侍者像（釈迦入滅）、西面金棺(25.6 cm)、舎利塔(37.3 cm)及び29侍者像                                                         | 奈良県 斑鳩町 法隆寺五重塔 065                          | 侍者像と菩薩像                 |
| 塑造道詮律師坐像（そぞうどうせんりっしざぞう） | 平安時代、873年頃 | 塑像、着色 | 1軀(88.2m) | 奈良県 斑鳩町 法隆寺夢殿066                             | 道詮律師像                     |
| 塑造弥勒仏坐像（そぞうみろくぶつざぞう） | 飛鳥時代、7世紀後半 日本の塑像では最古の一つ。 | 塑像、漆箔 | 1軀(219.7 cm) | 奈良県 葛城市 當麻寺金堂067                             |                                |
| 銅造阿弥陀如来及両脇侍像（どうぞうあみだにょらいおよびりょうきょうじぞう） 木造厨子（もくぞうずし） | 飛鳥時代、7世紀末 別名：橘夫人念持仏（たちばなふじんねんじぶつ） | 銅造、鍍金。厨子は木造、油画 | 中尊・阿弥陀如来坐像(33.3 cm)と両脇侍の観音菩薩立像と勢至菩薩立像(27.0 cm)の3軀、厨子1基(263.0 cm) | 奈良県 斑鳩町 法隆寺大宝蔵殿068                         |                                |
| 銅造観音菩薩立像（どうぞうかんのんぼさつりゅうぞう） | 飛鳥時代、8世紀初頭 別名：聖観音（しょうかんのん）。唐風の影響を受ける。 | 銅造、鍍金 | 1軀(188.9 cm) | 奈良県 奈良市 薬師寺東院堂069                           |                                |
| 銅造観音菩薩立像（どうぞうかんのんぼさつりゅうぞう） | 飛鳥時代、700年前後 別名：夢違観音（ゆめちがいかんのん）は、悪夢を良い夢へ変えるご利益が信じられたため。江戸時代に東院絵殿本殿となった記録がある。 | 銅造、鍍金 | 1軀(87.0 cm) | 奈良県 斑鳩町 法隆寺大宝蔵院070                         | 観音菩薩立像                   |
| 銅造釈迦如来及両脇侍像（どうぞうしゃかにょらいおよびりょうきょうじぞう） | 飛鳥時代、623年 鞍作止利作 聖徳太子の母崩御と妃罹病を受け造立された。聖徳太子がモデルとの説もある。 | 銅造、鍍金 | 中尊・釈迦如来坐像(86.4 cm) 、左脇侍（伝・薬王菩薩）立像(90.7 cm)、右脇侍（伝・薬上菩薩）立像(92.4 cm)の3軀 | 奈良県 斑鳩町 法隆寺金堂071                             | 釈迦如来及両脇侍像             |
| 銅造誕生釈迦仏立像（どうぞうたんじょうしゃかぶつりゅうぞう） 銅造灌仏盤（どうぞうかんぶつばん） | 奈良時代、8世紀後半 灌仏会用の像。右手首は後代に補われた。 | 銅造、鍍金 | 釈迦如来立像 1軀(47.0 cm)、灌仏盤1面(89.4 cm) | 奈良県 奈良市 東大寺・東大寺ミュージアム072             |                                |
| 銅造仏頭（どうぞうぶっとう） | 飛鳥時代、678年 678-685年頃に造立された山田寺本尊薬師如来像が、1187年の興福寺再興時に持ち出されて東金堂本尊になったが、1411年の落雷で頭部を残し焼損した。台座に納められていたが1937年に発見された。 | 銅造、鍍金 | 1個(98.3 cm) | 奈良県 奈良市 興福寺国宝館073                           | 仏頭                           |
| 銅造薬師如来及両脇侍像（どうぞうやくしにょらいおよびりょうきょうじぞう） | 奈良時代、718年前後 造立期は白鳳時代と天平時代の2説がある。蓮座には、葡萄（ギリシア）、蓮の花（中東）からインドや中国まで様々な様式が反映される。また、薬壺を持たない形式である。 | 銅造、鍍金 | 中尊・薬師如来坐像(254.8 cm)と両脇侍の日光菩薩立像(311.8 cm)、月光菩薩立像(309.4 cm)の3軀 | 奈良県 奈良市 薬師寺金堂074                             | 薬師如来及両脇侍像             |
| 銅造薬師如来坐像（どうぞうやくしにょらいざぞう） | 飛鳥時代、607年 法隆寺の薬師三尊の中尊とみられ、他の二尊は西円堂と大講堂にある。670年の法隆寺火災で焼損し、同年に旧作を模して再造立されたという説もある。 | 銅造、鍍金 | 1軀(63.0 cm) | 奈良県 斑鳩町 法隆寺金堂075                             | 銅造薬師如来坐像               |
| 銅造盧舎那仏坐像（どうぞうるしゃなぶつざぞう） | 奈良時代, 752年。腕部は桃山時代、頭部は江戸時代（元禄3年）に再造 通称：奈良の大仏。 | 銅造、鍍金 | 1軀(1486.8 cm) | 奈良県 奈良市 東大寺金堂076                             | 盧舎那仏坐像（奈良の大仏）     |
| 板彫十二神将立像（いたぼりじゅうにしんしょうりゅうぞう） | 平安時代、11世紀 かつては東金堂の本尊台座に貼られていたと思われる。 | 板彫一材製、ヒノキ着色、截金 | 十二神将立像12枚(87.9-100.3 cm、厚さ約3cm) | 奈良県 奈良市 興福寺国宝館077                           | 伐折羅大将、迷企羅大将         |
| 木心乾漆義淵僧正坐像（もくしんかんしつぎえんそうじょうざぞう） | 奈良時代、8世紀 義淵は岡寺を開山した僧。 | 木心乾漆、着色 | 1軀(93.0 cm) | 奈良県 明日香村 岡寺 078                                | 義淵僧正坐像                   |
| 木心乾漆四天王立像（もくしんかんしつしてんのうりゅうぞう） | 奈良時代、791年 北円堂開扉は春秋のみ（4/28-5/6, 11/1-4）元々は大安寺にあったものが移された。 | 木心乾漆、着色、漆箔 | 四天王立像4軀。 持国天像(138.2 cm)、 増長天像(136.0 cm)、 広目天像(139.1 cm)、 多聞天像(134.5 cm) | 奈良県 奈良市 興福寺北円堂079                           | 持国天像                       |
| 木心乾漆十一面観音立像（もくしんかんしつじゅういちめんかんのんりゅうぞう） | 奈良時代、8世紀後半 元は三輪山大御輪寺本尊だったが廃仏毀釈で流出した。 | 木心乾漆、漆箔 | 1軀(209.1 cm) | 奈良県 桜井市 聖林寺大悲殿080                           |                                |
| 木心乾漆千手観音立像（もくしんかんしつせんじゅかんのんりゅうぞう） | 奈良時代、8世紀後半 葛井寺像とともに千手観音では日本最古の像の1つ。 | 木心乾漆、漆箔 | 1軀(535.7 cm) | 奈良県 奈良市 唐招提寺金堂081                           |                                |
| 木心乾漆薬師如来立像（もくしんかんしつやくしにょらいりゅうぞう） | 平安時代、796-815年 唐招提寺金堂本尊盧舎那仏の向かって右に安置。鑑真の弟子如宝が造立と伝わる。 | 木心乾漆、漆箔 | 1軀(369.7 cm) | 奈良県 奈良市 唐招提寺金堂082                           |                                |
| 木造僧形八幡神坐像（もくぞうそうぎょうはちまんじんざぞう） 木造神功皇后坐像（もくぞうじんぐうこうごうざぞう） 木造仲津姫命坐像（もくぞうなかつひめのみことざぞう）                                                            | 平安時代、889-898年 | 一木造（一部矧付け）、ヒノキ材着色 | 八幡神坐像1軀(38.8 cm)、 神功皇后坐像1軀(33.9 cm)、 仲津姫命坐像1軀(36.8 cm) | 奈良県 奈良市 薬師寺鎮守八幡宮083                       | 仲津姫命像                     |
| 木造天燈鬼立像（もくぞうてんとうきりゅうぞう） 木造竜燈鬼立像（もくぞうりゅうとうきりゅうぞう） | 鎌倉時代、1216年 竜燈鬼立像は康弁作。天燈鬼立像も康弁作と言われる。釈迦如来に仕え灯篭を掲げる鬼たち。燈籠はどちらも後年の補作。 | 寄木造、ヒノキ材着色、玉眼嵌入 | 天燈鬼立像1軀(77.9 cm)と竜燈鬼立像1軀(77.3 cm) | 奈良県 奈良市 興福寺国宝館084                           | 天燈鬼立像 · 竜燈鬼立像        |
| 木造無著菩薩立像（もくぞうむちゃくぼさつりゅうぞう） 木造世親菩薩立像（もくぞうせしんぼさつりゅうぞう） | 鎌倉時代, 1208 運慶作。北円堂開扉は春秋のみ（4/28-5/6, 11/1-4）。無著と世親は5世紀インドの兄弟僧である。 | 寄木造、カツラ材着色、玉眼嵌入 | 無著菩薩立像1軀(193.0 cm)、 世親菩薩立像1軀(190.9 cm) | 奈良県 奈良市 興福寺北円堂085                           | 無著菩薩立像 · 世親菩薩立像    |
| 木造梵天立像（もくぞうぼんてんりゅうぞう） 木造帝釈天立像（もくぞうたいしゃくてんりゅうぞう） | 奈良時代、8世紀後半 唐招提寺本尊の前方左右に侍る像。如宝造立と伝わるが、表現などに本尊との共通性も多くみられる。 | 一木造乾漆併用、ヒノキ材着色 | 梵天立像1軀(186.2 cm)、帝釈天立像1軀(188.8 cm) | 奈良県 奈良市 唐招提寺金堂086                           | 梵天立像                       |
| 木造維摩居士坐像（もくぞうゆいまこじざぞう） | 鎌倉時代、1196年 定慶が53日で彫刻し 幸円が50日で着色したという墨書が像内に納品されていた。 | 寄木造、ヒノキ材着色、玉眼嵌入 | 1軀(88.6 cm) | 奈良県 奈良市 興福寺東金堂087                           | 維摩居士坐像                   |
| 木造観音菩薩立像（もくぞうかんのんぼさつりゅうぞう） | 唐、7-8世紀 別名：九面観音（くめんかんのん）。渡来仏。通常十一面のところを九面（本面、頂上仏一、慈悲二、瞑怒二、牙上出二、大笑一）を持つ。 | 木造、ビャクダン素地 | 1軀(37.6 cm) | 奈良県 斑鳩町 法隆寺大宝蔵院088                         | 観音菩薩立像                   |
| 木造観音菩薩立像（もくぞうかんのんぼさつりゅうぞう） | 飛鳥時代、7世紀中頃 別名：百済観音（くだらかんのん） | 一木造、クスノキ材着色 | 1軀(209.4 cm) | 奈良県 斑鳩町 法隆寺大宝蔵院089                         | 観世音菩薩立像                 |
| 木造観音菩薩立像（もくぞうかんのんぼさつりゅうぞう） | 飛鳥時代、620年頃 別名：救世観音（くせかんのん）。秘仏（開扉：4/11-5/5, 10/22-11/3）。日本最古の木彫仏像。聖徳太子の等身大像とも言われる。 | 一木造、クスノキ材、漆箔、一部に着色 | 1軀(178.8 cm) | 奈良県 斑鳩町 法隆寺夢殿090                             | 観世音菩薩立像                 |
| 木造玉依姫命坐像（もくぞうたまよりひめのみことざぞう） | 鎌倉時代、1251年 非公開。慶派の作と考えられる。 | 寄木造、ヒノキ材着色、玉眼嵌入 | 1軀(83 cm) | 奈良県 吉野町 吉野水分神社091                           | 玉依姫命坐像（部分）           |
| 木造金剛力士立像（もくぞうこんごうりきしりゅうぞう） | 鎌倉時代、1180年以後 治承4年の南都焼き討ち後、興福寺再興期に制作されたと考えられる。正応元年に修復。 | 寄木造、ヒノキ材着色、玉眼嵌入 | 2軀。阿形(154.0 cm)、吽形(153.7 cm)各1軀。 | 奈良県 奈良市 興福寺国宝館092                           | 阿形像                         |
| 木造金剛力士立像（もくぞうこんごうりきしりゅうぞう） | 鎌倉時代、1203年 運慶、快慶、湛慶、定覚ら作。阿形像の持物の金剛杵矧面内部に運慶と快慶、吽形像の像内納入品の経巻に湛慶と定覚の名があった。 | 寄木造、ヒノキ材着色 | 2軀。 西方に阿形像(836.3 cm)、東方に吽形像(842.3 cm) | 奈良県 奈良市 東大寺南大門093                           | 阿形仁王 · 吽形仁王            |
| 木造四天王立像（金堂安置）（もくぞうしてんのうりゅうぞう） | 飛鳥時代、650年頃 山口大口費ら作。 | 一木造、樟材着色、截金 | 四天王立像4軀。 持国天像(133.3 cm)、 増長天像(134.8 cm)、 広目天像(133.3 cm)、 多聞天像(134.2 cm) | 奈良県 斑鳩町 法隆寺金堂094                             | 増長天像                       |
| 木造四天王立像（金堂安置）（もくぞうしてんのうりゅうぞう） | 奈良時代、8世紀後半 | 一木造乾漆併用、ヒノキ材着色、漆箔 | 四天王立像4軀。 持国天像(185.0 cm)、 増長天像(187.2 cm)、 広目天像(186.3 cm)、 多聞天像(188.5 cm) | 奈良県 奈良市 唐招提寺金堂095                           | 多聞天像                       |
| 木造四天王立像（もくぞうしてんのうりゅうぞう） | 平安時代、9世紀初頭 | 一木造乾漆併用、ヒノキ材着色、截金 | 四天王立像4軀。 持国天像(162.5 cm)、 増長天像(161.0 cm)、 広目天像(164.0 cm)、 多聞天像(153.0 cm) | 奈良県 奈良市 興福寺東金堂096                           | 広目天                         |
| 木造四天王立像（もくぞうしてんのうりゅうぞう） | 鎌倉時代、1189年 南円堂内は非公開（開扉：10/17）。 | 木造、カツラ材着色 | 四天王立像4軀。 持国天像(206.6 cm)、 増長天像(197.5 cm)、 広目天像(200.0 cm)、 多聞天像(197.2 cm) | 奈良県 奈良市 興福寺南円堂097                           | 多聞天像                       |
| 木造釈迦如来及両脇侍坐像（もくぞうしゃかにょらいおよびりょうきょうじざぞう） | 平安時代、925-931年 上御堂内は非公開（開扉：11/1-3）。925年に上御堂南側が焼失しており、その後の造立と言われる。 | 一木造、サクラ材、漆箔 | 中尊・釈迦如来坐像(227.9 cm)、左脇侍坐像(155.7 cm)、右脇侍坐像(153.9 cm)の3軀 | 奈良県 斑鳩町 法隆寺上御堂098                           | 釈迦如来像                     |
| 木造釈迦如来坐像（もくぞうしゃかにょらいざぞう） | 平安時代、9世紀後期 当初の台座、光背、螺髪および彩色は失われた。 | 一木造、カヤ材着色 | 1軀(105.7 cm) | 奈良県 宇陀市 室生寺弥勒堂099                           | 釈迦如来坐像                   |
| 木造釈迦如来立像（もくぞうしゃかにょらいりゅうぞう） | 平安時代、9世紀末 別名：伝釈迦如来像 | 一木造、カヤ材着色、切金 | 1軀(237.7 cm) | 奈良県 宇陀市 室生寺金堂100                             | 釈迦如来立像                   |
| 木造十一面観音立像（もくぞうじゅういちめんかんのんりゅうぞう） | 平安時代、9世紀末 | 一木造、着色 | 1軀(195.1 cm) | 奈良県 宇陀市 室生寺金堂101                             | 十一面観音立像                 |
| 木造十一面観音立像（木造じゅういちめんかんのんりゅうぞう） | 平安時代、9世紀前半 秘仏（開扉：3/20-4/7, 6/7-8, 10/25-11/7） | 一木造、カヤ材素地 | 1軀(100.0 cm) | 奈良県 奈良市 法華寺本堂102                             | 十一面観音立像（部分）         |
| 木造十二神将立像（もくぞうじゅうにしんしょうりゅうぞう） | 鎌倉時代、1207年 | 寄木造、ヒノキ材着色、截金 | 十二神将立像12軀(113.0-126.4 cm) | 奈良県 奈良市 興福寺東金堂103                           | 伐折羅大将、波夷羅大将         |
| 木造俊乗上人坐像（もくぞうしゅんじょうしょうにんざぞう） | 鎌倉時代、1206年頃 秘仏（開扉：7/5）。 | 寄木造、ヒノキ材着色、 | 1軀(81.4 cm) | 奈良県 奈良市 東大寺俊乗堂104                           | 俊乗上人像                     |
| 木造聖徳太子・山背王・殖栗王・卒末呂王・恵慈法師坐像（もくぞうしょうとくたいし・やましろおう・えぐりおう・そまろおう・えじほうしざぞう）                                                                                      | 平安時代、1121年 秘仏（公開：3/22-24）。像内には『法華経』、『勝鬘経』、『維摩経』の三経が納品されている。 | 一木造、ヒノキ材着色、截金 | 聖徳太子坐像1軀(84.2 cm)と人物坐像4軀。 弟殖栗王(53.9 cm)、 第一子山背王(63.9 cm)、 師恵慈法師(63.9 cm)、 卒末呂王(52.4 cm) | 奈良県 斑鳩町 法隆寺聖霊院105                           | 聖徳太子像                     |
| 木造千手観音立像（もくぞうせんじゅかんのんりゅうぞう） | 鎌倉時代、1220年前後 慶派一門の作。以前は食堂（じきどう）の本尊だった。像内納入品には観音菩薩や千手観音像、墨書などがある。 | 木造、ヒノキ材漆箔、玉眼嵌入 | 1軀(520.5 cm) | 奈良県 奈良市 興福寺国宝館106                           | —                              |
| 木造僧形八幡神坐像（もくぞうそうぎょうはちまんじんざぞう） | 鎌倉時代、1201年 快慶作。秘仏（開扉：10/5）。 | 寄木造、ヒノキ材着色 | 八幡神坐像1軀(87.1 cm) | 奈良県 奈良市 東大寺八幡殿107                           | 僧形八幡神像                   |
| 木造大日如来坐像（もくぞうだいにちにょらいざぞう） | 平安時代、1176年 運慶作 | 寄木造、ヒノキ材漆箔、玉眼嵌入 | 1軀(98.8 cm) | 奈良県 奈良市 円成寺多宝塔108                           | 大日如来坐像                   |
| 木造地蔵菩薩立像（もくぞうじぞうぼさつりゅうぞう） | 平安時代、9世紀 元々は三輪山大御輪寺の本尊だったが、廃仏毀釈から保護するため法隆寺に移された。 | 一木造乾漆併用、ヒノキ材着色 | 1軀(172.7 cm) | 奈良県 斑鳩町 法隆寺大宝蔵院109                         | 地蔵菩薩立像                   |
| 木造毘沙門天立像（金堂安置）（もくぞうびしゃもんてんりゅうぞう） 木造吉祥天立像（金堂安置）（もくぞうきちじょうてんりゅうぞう）                                                                                               | 平安時代、1078年 寺伝では、吉祥悔過会のために承暦2年正月から造立が始まったとある。 | 木造割矧ぎ、ヒノキ材着色、截金 | 毘沙門天立像1軀(123.2 cm)と吉祥天立像1軀(116.7 cm) | 奈良県 斑鳩町 法隆寺金堂110                             | 毘沙門天・吉祥天立像           |
| 木造不空羂索観音坐像（もくぞうふくうけんさくかんのんざぞう） | 鎌倉時代、1189年 康慶作。南円堂内は非公開（開扉：10/17）。 | 寄木造、ヒノキ材着色、漆箔、玉眼嵌入 | 1軀(341.5 cm) | 奈良県 奈良市 興福寺南円堂111                           | 不空羂索観音坐像               |
| 木造文殊菩薩坐像（もくぞうもんじゅぼさつざぞう） | 鎌倉時代、1196年 康慶一門の作 | 寄木造、ヒノキ材着色、金彩、玉眼嵌入 | 1軀(93.9 cm) | 奈良県 奈良市 興福寺東金堂112                           | 文殊菩薩坐像                   |
| 木造法相六祖坐像（もくぞうほっそうろくそざぞう） | 鎌倉時代, 1188-1189年 康慶作。もと南円堂に安置。 | 寄木造、ヒノキ材着色、玉眼 | 法相六祖坐像6軀。 常騰(73.3 cm)、 神叡像(81.2 cm)、 善珠像(83.0 cm)、 玄昉像(84.8 cm)、 玄賓像(77.2 cm)、 行賀像(74.8 cm) | 奈良県 奈良市 興福寺国宝館113                           | 行賀像                         |
| 木造弥勒仏坐像（もくぞうみろくぶつざぞう） | 鎌倉時代、1212年 運慶作。北円堂は春秋のみ開扉（4/28-5/6, 11/1-4）。像内には57.0cmの弥勒菩薩像（摺仏）や厨子、経などが納入されている。 | 寄木造、カツラ材、漆箔 | 1軀(141.5 cm) | 奈良県 奈良市 興福寺北円堂114                           | 弥勒仏坐像                     |
| 木造薬師如来及両脇侍坐像（もくぞうやくしにょらいおよびりょうきょうじざぞう） | 平安時代、990年頃 法隆寺大講堂再建時の990年頃に造立されたと推定される。 | 一木造と寄木造の併用、ヒノキ材、漆箔 | 中尊・薬師如来坐像(247.2 cm)と両脇侍の日光菩薩坐像(172.1 cm)、月光菩薩坐像(172.1 cm)の3軀 | 奈良県 斑鳩町 法隆寺大講堂115                           | —                              |
| 木造薬師如来坐像（もくぞうやくしにょらいざぞう） | 平安時代、9世紀 元々は京都東山の若王子社に安置されていたが、明治の神仏分離令で流出した。 | 一木造、ヒノキ材素地 | 1軀(49.7 cm) | 奈良県 奈良市 奈良国立博物館 116                        |                                |
| 木造薬師如来坐像（もくぞうやくしにょらいざぞう） | 平安時代、8世紀末 | 一木造、カヤもしくはヒノキ材素地 | 1軀(191.5 cm) | 奈良県 奈良市 新薬師寺本堂117                           | 薬師如来坐像                   |
| 木造薬師如来立像（もくぞうやくしにょらいりゅうぞう） | 平安時代、9世紀初頭 | 一木造、カヤ材 single tree、素地 | 1軀(164.8 cm) | 奈良県 奈良市 元興寺118                                 | 薬師如来立像                   |
| 木造良弁僧正坐像（もくぞうろうべんそうじょうざぞう） | 平安時代、9世紀 秘仏（開扉：12/16）。 | 一木造、ヒノキ材着色 | 1軀(92.4 cm) | 奈良県 奈良市 東大寺開山堂119                           | 良弁僧正坐像                   |
| 木造菩薩半跏像（もくぞうぼさつはんかぞう） | 飛鳥時代、7世紀 | 寄木造、クスノキ材古色（もと着色） | 1軀(坐高87.0 cm) | 奈良県 斑鳩町 中宮寺119                                 |                                |
| 木造熊野速玉大神坐像（もくぞうくまのはやたまおおかみざぞう） 木造夫須美大神坐像（もくぞうふすみおおかみざぞう） 木造家津御子大神坐像（もくぞうけつみこおおかみざぞう） 木造国常立命坐像（もくぞうくにとこたちのみことざぞう） | 平安時代、9世紀 | 木造、着色 | 神道の神像4軀。 速玉大神坐像(101.2 cm)、 夫須美大神坐像(98.5 cm)、 家津御子大神坐像(81.2 cm)、 国常立命坐像(80.3 cm) | 和歌山県 新宮市 熊野速玉大社120                         | —                              |
| 木造諸尊仏龕（もくぞうしょそんぶつがん） | 唐、8世紀 空海が中国から持ち帰った。 | 木造、ビャクダン素地 | 釈迦如来や諸菩薩等の彫刻(23.1 cm) | 和歌山県 高野町 金剛峰寺霊宝館121                       | 諸尊仏龕                       |
| 木造千手観音立像（もくぞうせんじゅかんのんりゅうぞう） 木造菩薩立像（もくぞうぼさつりゅうぞう） | 平安時代、9世紀後半 千手観音と日光・月光菩薩の組み合わせはあまり例を見ない。 | 一木造、ヒノキ材、漆箔 | 千手観音立像1軀(294.2 cm)と、菩薩像は伝日光菩薩像1軀(241.5 cm)と伝月光菩薩像1軀(242.4 cm) | 和歌山県 日高川町 道成寺宝佛殿122                       |                                |
| 木造八大童子立像（もくぞうはちだいどうじりゅうぞう） | 鎌倉時代、1197年 全8軀のうち鎌倉時代・伝運慶作の6軀のみが国宝に指定されている。残り2軀（阿耨達像と指徳像）は14世紀の作とされ、附（つけたり）指定。以前は不動堂に安置。 | 木造、ヒノキ材着色、玉眼嵌入 | 八大童子のうち6軀。 慧光像(96.6 cm)、 慧喜像(98.8 cm)、 烏倶婆誐像(95.1 cm)、 清浄比丘像(97.1 cm)、 矜羯羅像(95.6 cm)、 制多迦像(103.0 cm) | 和歌山県 高野町 金剛峯寺霊宝館123                       | 矜羯羅童子像                   |
| 木造弥勒仏坐像（もくぞうみろくぶつざぞう） | 平安時代、892年 秘仏（開扉：21年に一度, 次回2015年）。空海の母を祀った霊廟の本尊。秘仏 | 一木造、ヒノキ材着色 | 1軀(91.0 cm) | 和歌山県 九度山町 慈尊院124                             | —                              |
| 臼杵磨崖仏（うすきまがいぶつ） | 平安時代末期 - 鎌倉時代初期 別名：臼杵石仏。国宝彫刻の中では唯一の石像。 | 石造、着色 | 国宝指定は27軀で以下の4群に分けられる。(i)古園石仏（ふるぞのせきぶつ）13軀、(ii)山王山石仏（さんのうざんせきぶつ）3軀、 (iii)ホキ石仏第一群（ほきせきぶつだいいちぐん）5軀、(iv)ホキ石仏第二群（ほきせきぶつだいにぐん）6軀。(26.8-280.0 cm)他に32軀が附（つけたり）指定。 | 大分県 臼杵市125                                        | 古園石仏、大日如来像           |
| 木造阿弥陀如来坐像 木造不動明王及二童像 木造毘沙門天立像 | 鎌倉時代、1186年 運慶作。 | 木造 | | 静岡県 伊豆の国市 願成就院125                           |                                |
| 木造騎獅文殊菩薩像 木造善財童子像 木造優填王像 木造須菩堤像 | 鎌倉時代、1203年 快慶作。 | 木造 | | 奈良県 桜井市 安倍文殊院125                             |                                |
| 木造虚空蔵菩薩立像 | 平安時代 | 木造 | 「聖観音菩薩立像」だと思われていたが、近年の調査と研究で尊名と伝来が判明し、あらたに「虚空蔵菩薩立像」として国宝指定された。 | 京都府 京都市 醍醐寺                                    |                                |
| 木造弥勒仏坐像 | 平安時代 | 木造 | 「試みの大仏」 | 奈良県 奈良市 東大寺                                    | 弥勒仏坐像                     |
| 木造叡尊坐像 | 鎌倉時代 | 木造 | | 奈良県 奈良市 西大寺                                    | 叡尊坐像                       |
| 銅造釈迦如来倚像 | 飛鳥時代 | 銅造 | 「白鳳仏」 | 東京都 調布市 深大寺                                    | 銅造釈迦如来倚像               |
| 木造維摩居士坐像 | 奈良時代 | 木造 | | 奈良県 奈良市 法華寺                                    | 維摩居士坐像                   |
| 木造大日如来坐像 木造不動降三世明王坐像 | 平安時代・鎌倉時代 | 木造 | | 大阪府 河内長野市 金剛寺                                |                                |
| 木造千手観音立像 | | 木造 | 三十三間堂の千手観音 | 京都府 京都市 蓮華王院                                  |                                |